# Grande Porto

Wielkie Porto

Grande Porto – obszar administracyjny i przemysłowy w Portugalii.
Grande Porto ma 1472176 mieszkańców (na dzień 31 grudnia 2004) i plasuje się pod względem liczebności na 25. miejscu w Europie. Powierzchnia obszaru wynosi 817 km².
W skład wchodzą następujące miasta-gminy wraz z podlegającymi im sołectwami:
- Porto
- Vila Nova de Gaia
- Matosinhos
- Espinho
- Gondomar
- Maia
- Póvoa de Varzim
- Valongo
- Vila do Conde